# 쓰가루 노부후사

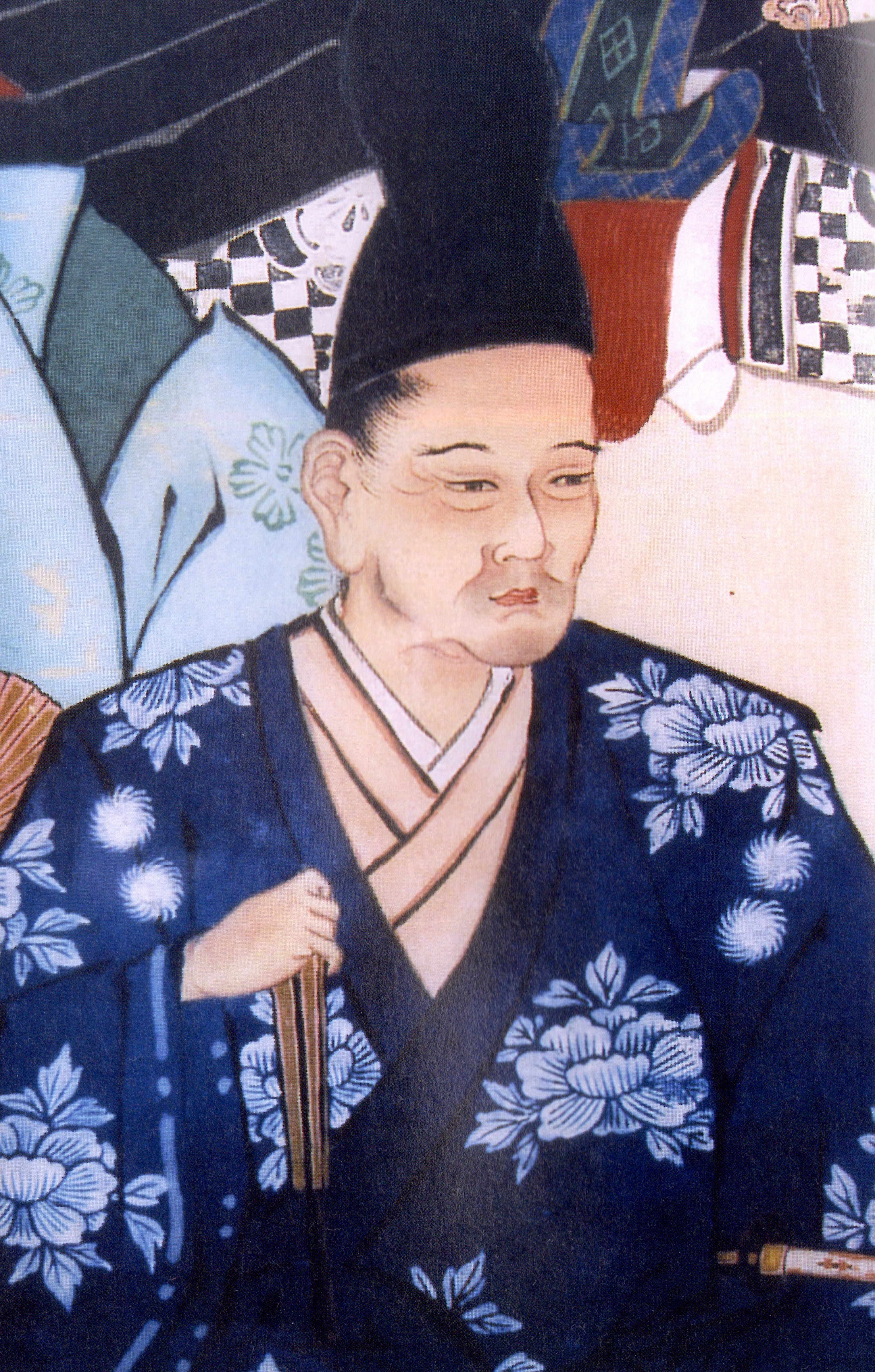
쓰가루 노부후사

쓰가루 노부후사(일본어: 津軽信英, つがる のぶふさ, 1620년 10월 30일 ~ 1662년 11월 2일)는 에도 시대의 하타모토로, 구로이시 쓰가루 가문의 초대 당주이다. 어릴적 이름은 만키치(万吉)이며, 다른 이름은 노부토시(信逸), 노부히데(信秀)이다. 통칭 주로자에몬(十郎左衛門)으로 불렸다.

## 쇼군의 손자
히로사키번의 2대 번주 쓰가루 노부히라의 둘째 아들로 에도의 번저에서 태어났다. 어머니는 도쿠가와 이에야스의 양녀 마테히메(満天姫, 할머니는 오다이노가타(於大の方), 친부는 시모사 세키야도 번 초대 번주 마쓰다이라 야스모토(松平康元, 이에야스에게는 씨다른 동생))였다. 어머니는 다른 사람이나 마테히메가 아이가 없는 관계로 데려다 키웠다는 설도 있다. 1631년, 형 노부요시와 함께 쇼군 도쿠가와 이에미쓰를 알현하였다. 1642년, 23세의 나이로 막부의 고쇼구미(小姓組)로서 출사하여, 하타모토가 되었다. 도자마 다이묘 가문의 노부후사가 막부의 직책에 오를 수 있었던 데에는 그가 도쿠가와 이에야스의 손자라는 점이 크게 작용한 것으로 보인다. 이때 형 노부요시로부터 1천 석의 영지를 받았다. 1645년, 막부로부터 봉록으로 쌀 300가마를 지급받고 쇼인반(書院番)에 임명되었다. 이후 슨푸로 출장을 가는 등 막부의 하타모토 경력을 쌓아갔다.

## 쇼호 소동
한편, 1631년 히로사키번의 번주로 등극한 노부후사의 형 노부요시는 강력한 리더십으로 인해 '고집불통 나으리'(じょっぱり殿様)라 불렸고, 영지 내에서의 평판도 그리 좋지 않았다. 다른 형제들과 가신들은 이에 불만을 품고 노부요시를 강제로 은거시킨 뒤 대신 노부후사를 옹립하려는 움직임을 보이기 시작하였다. 당시 노부후사는 도쿠가와 이에야스의 손자이자 막부의 관리로 일하며 좋은 평가를 받고 있었다. 인품 면에서도 명성이 높았고, 야마가 소코에게 수학하는 등 지식, 학식에 있어서도 막부의 다이묘들 사이에 소문이 나 있었다고 한다. 또 무술도 일도류 검술, 창술, 궁술, 기마 등을 수련하였고, 문학에도 소질이 있는 등 다재다능하였기 때문에, 노부후사를 번주로 옹립하려는 움직임이 일어났던 것이다. 혹자는 노부요시의 고집스럽고 강한 면모가 동생 노부후사에 대한 컴플렉스로 인해 나타났다고 한다. 하지만 노부후사를 옹립하려던 계획은 밀고로 인해 발각되어 수포로 돌아갔고, 배다른 동생들과 매형, 여러 가신들도 이때 대거 숙청되었다. 쇼호(正保) 연간에 일어난 이 사건을 '쇼호 소동' 혹은 '쇼호의 변'이라고 하는데, 이 사건에 노부후사나 그 측근이 직접적으로 개입되어 있는지는 확실하지 않다. 어쨌든 노부요시는 노부후사에 대해 일체 처벌을 가하지 않았고, 형으로서 아우를 신뢰했다고 한다.

## 구로이시 분가
1655년, 형 노부요시가 사망하자 그 아들인 노부마사가 히로사키번의 가독을 이어받았으나, 나이가 겨우 13세인 관계로 막부에서는 노부마사가 번주직을 계승하는 대신, 노부후사의 보좌를 받고, 노부후사에게는 5천 석의 영지를 분할해 줄 것을 조건으로 하였다. 그리하여 1656년 2월, 노부마사는 상속을 허락받았고, 그해 봄 노부후사는 쓰가루로 돌아와 번의 후견인으로서 정치를 돌보게 되었다. 한편 그는 동생 쓰가루 노부타카(津軽信隆) 등의 중신들과 함께 영지 선정에 나섰다. 원래 노부후사는 항구가 있는 아오모리(青森)와 조상의 터전인 오우라(大浦) 일대를 영지로 희망했지만 이루어지지 않았고, 대신 구로이시(黒石) 지역의 2천 석, 히라나이(平内) 지역의 1천 석, 그리고 고즈케노쿠니의 영지 2천 석, 도합 5천 석의 영지를 받아 고타이요리아이격 하타모토가 되었다. 이전에 받은 영지와 지급되던 봉록은 반납하였다. 공식 고쿠다카는 5천 석이나 실제 수확량은 1만 석을 넘었다고도 한다. 구로이시에 정착한 노부후사는 가신단을 등용하고 마을을 정비한 뒤, 구로이시 진야를 재구축하였고 거리에 히로사키와 같은 상가를 설치하였다. 그리고 점포 외관의 규제, 업종별 구획과 상인 초빙 등을 통해 상업의 융성과 도시 계획에 힘썼다. 이렇게 생겨난 분가 구로이시 쓰가루 가문은 훗날 8대 당주 쓰가루 지카타리 때에 이르러 영지를 가봉받고 구로이시번으로 성장한다.

## 1인 3역
그는 이로써 고타이요리아이격 막부 하타모토, 히로사키 번주의 후견인, 구로이시 가문의 당주라는 세 역할을 동시에 수행해야 했다. 쓰가루로 돌아간 그 해 가을 다시 에도로 돌아와 쇼군 가문에 곰가죽 등을 헌상하고, 다시 황급히 히로사키, 구로이시로 돌아왔다. 그 후로도 에도, 히로사키, 구로이시의 세 곳을 돌아가며 바쁘게 움직였다.
1657년, 히로사키 번의 중역들에게 '쓰가루 가문 가훈'을 배포하였고, 1661년, 도덕적이고 유교적인 내용의 '쇼핫토'(諸法度, 법령)를 제정하여 가신과 영지내 백성들에게 반포하였다. 그 내용은 법률이라기보다는 생활규범 내지는 매뉴얼의 성격을 띠고 있었다고 한다. 같은 해, 그의 제안으로 히로사키 번에서는 일기를 쓰기 시작했으며, 막부 말기까지 끊이지 않고 기록된 '히로사키 번청 일기'는 오늘날에도 전해져 귀중한 자료가 되었다.
노부마사가 16세가 되면서 노부후사는 1662년, 구로이시로 돌아와 안착할 수 있게 되었다. 그러나 과로 때문인지 구로이시 영지 내를 순찰하던 도중 병으로 쓰러졌다. 히로사키 성으로 옮겨져 치료를 받았으나 낫지 못하고 음력 9월 22일, 43세의 나이로 사망하였다. 장례는 당시의 풍습과는 달리 유교식으로 치러졌으며 구로이시 진야 한쪽에 영묘를 세워 그 유해를 안장했다. 영묘는 1879년에 구로이시 신사가 되었다. 가독은 장남인 쓰가루 노부토시가 이었다.

## 같이 보기
- 히로사키번
- 구로이시번
- 쓰가루 노부요시

|  | 제1대 구로이시 령 영주 1656년 ~ 1662년 | 후임 쓰가루 노부토시 |